# Raio X (álbum)
Raio X é o quarto álbum de estúdio da cantora brasileira Fernanda Abreu, lançado em 14 de julho de 1997 pela EMI. Diferentemente dos discos anteriores, trouxe um formato que misturava álbum inédito e coletânea ao apresentar sete novas faixas e outros sete sucessos anteriores regravados com participações especiais.

## Lista de faixas
| N.º            | Título                                                                             | Compositor(es)                      | Duração |  |
| 1.             | "Raio X"                                                                           | Fernanda Abreu Chico Neves Chacal   | 1:20    |  |
| 2.             | "Aquarela Brasileira"                                                              | Silas de Oliveira                   | 3:40    |  |
| 3.             | "Jack Soul Brasileiro" (com a participação de Lenine)                              | Lenine                              | 4:43    |  |
| 4.             | "Um Amor, Um Lugar" (com a participação de Herbert Vianna)                         | Herbert Vianna                      | 3:06    |  |
| 5.             | "Rio 40 Graus" (com a participação de Chico Science e Nação Zumbi)                 | Fausto Fawcett                      | 5:23    |  |
| 6.             | "Jorge de Capadócia" (com a participação de Carlinhos Brown)                       | Jorge Ben                           | 5:57    |  |
| 7.             | "Speed Racer"                                                                      | Fernanda Abreu Fábio Fonseca Vianna | 4:50    |  |
| 8.             | "A Noite"                                                                          |                                     | 3:39    |  |
| 9.             | "Você Pra Mim"                                                                     | Fernanda Abreu                      | 4:42    |  |
| 10.            | "Garota Sangue Bom"                                                                | Fernanda Abreu Fawcett              | 4:26    |  |
| 11.            | "Veneno da Lata" (com a participação de Herbert Vianna)                            | Fernanda Abreu Will Mowat           | 4:06    |  |
| 12.            | "Bloco Rap Rio" (com a participação de O Rappa, Planet Hemp, BNegão e Arícia Mess) |                                     | 6:40    |  |
| 13.            | "Kátia Flávia, a Godiva do Irajá"                                                  |                                     | 4:34    |  |
| 14.            | "É Hoje" (com a participação de Funk'n'Lata)                                       | Mestrinho Didi                      | 3:10    |  |
| Duração total: | Duração total:                                                                     | Duração total:                      | 60:16   |  |